# Christian Ludwig von Eberstein
Christian Ludwig von Eberstein (* 15. Oktober 1650 in Gehofen; † 24. Oktober 1717 in Neuhaus) war königlich-polnischer und kurfürstlich-sächsischer, auch anhalt-bernburgischer Oberaufseher in Harzgerode, Oberberghauptmann, Obristwachtmeister und Oberforstmeister auf Gehofen, Neuhaus und Paßbruch, Erb- und Gerichtsherr, wie auch Inhaber der gräflichen Ämter Leinungen und Morungen.

## Leben
Er stammte aus dem Adelsgeschlecht von Eberstein und war ein Sohn des Generalfeldmarschalls Ernst Albrecht von Eberstein. Christian Ludwig übernahm ein umfangreiches Erbe, das er festigen und ausbauen konnte. Zusätzlich erwarb er den Eisenhammer bei Bennungen. Nach seinem Tod wurde er am 16. Februar 1718 in der Kirche zu Rotha beigesetzt.

## Familie
Aus seiner Ehe mit Eleonore Sophie von Werthern (* 1. Februar 1657; † 26. September 1720)  aus dem Haus Beichlingen gingen mehrere Kinder hervor, darunter:
- Karl (* 25. November 1687; † 3. November 1725), Oberjägermeister des Fürsten von Nassau-Dillenburg

⚭ 1713 Marie Maximilian von Büring († 12. November 1720)
⚭ 1721 Wilhelmine von Quernheim (* 15. Oktober 1699)
- August Christian Wilhelm (* 7. August 1697; † 4. November 1765), Hofjägermeister der Grafen von Stolberg-Stolberg, Stifter der Linie Morungen[1]

⚭ 1730 Johanna Luise von Ingersleben († 1752), eine Schwester des Generalmajors Johann Ludwig von Ingersleben
⚭ 1755 Luise Eberhardine von Tebra († 1818)